# آرون هاربر (كرة سلة)
آرون هاربر (بالإنجليزية: Aaron Harper)‏ مواليد 12 مارس 1981 في جاكسون، هو لاعب كرة سلة أمريكي. بدأ مسيرته الاحترافية في سنة 2004. لعب مع نادي الرياضي بيروت. حمل الرقم 8. بلغ طوله 6 قدم 8 بوصة (2.0 م).

## المسيرة الاحترافية
لعب مع نادي ريكيافيك لكرة السلة في موسم 2004–2005، ثم لعب مع نادي أزوفماش لكرة السلة في سنة 2007، ثم لعب مع تروتاموندوس دي كارابوبو في سنة 2008، ثم لعب مع الحكمة اللبناني في موسم 2012–2013.

## روابط خارجية
- آرون هاربر على موقع كرة السلة الأوروبية.كوم (الإنجليزية)
- آرون هاربر على موقع كلية كرة السلة في سبورتس رفرنس.كوم (الإنجليزية)
- آرون هاربر على موقع ريلجم (الإنجليزية)
- آرون هاربر على موقع بروبوليرز (الإنجليزية)
- آرون هاربر على موقع سبورتس رفرنس (الإنجليزية)